# Хіґасі-Ідзу

Хіґа́сі-І́дзу (яп. 東伊豆町, ひがしいずちょう, МФА: [çigaɕi̥ id͡zu t͡ɕoː]?) — містечко в Японії, в повіті Камо префектури Сідзуока. Розташоване в південно-східній частині префектури, на сході півострова Ідзу, на березі Тихого океану. Отримало статус містечка 1959 року. Площа становить 77,83 км². Станом на 1 серпня 2011 року населення складало 13 818  осіб, густота населення — 178 осіб/км². Основою економіки є рибальство.  В населеному пункті розташовані численні гарячі джерела.